# Teillé (Sarthe)
Teillé település Franciaországban, Sarthe megyében. Lakosainak száma 521 fő (2022. január 1.). Teillé Maresché, Ballon-Saint-Mars, Lucé-sous-Ballon, Montbizot, Saint-Jean-d’Assé és Saint-Marceau községekkel határos.

## Népesség
A település népessége az elmúlt években az alábbi módon változott:
| Lakosok száma | 511  | 498  | 491  | 480  | 478  | 476  | 476  | 498  | 521  |
|               | 2013 | 2015 | 2016 | 2017 | 2018 | 2019 | 2020 | 2021 | 2022 |